# Władcy Maroka

## Dynastia Idrysydów
- Idris I (788–791)
- Idris II (791–826)
- Muhammad ibn Idris (828–836)
- Ali ibn Idris (836–848)
- Jahja I (848–864)
- Jahja II (864–874)
- Ali ibn Umar (874–883)
- Jahja III (883–904)
- Jahja IV (904–925)
- Hassan I al-Hadżam (925–927)
- Al-Kasim Kannun (937–948)
- Abu al-Aisz Ahmad (948–954)
- Hassan II (954–974)

## Dynastia Fatymidów
- Abd Allah al-Mahdi bi-Allah (909–934)
- Muhammad al-Kaim bi-Amr Allah (934–946)
- Isma’il al-Mansur bi-Allah (946–953)
- Ma’add al-Mu’izz li-Din Allah (953–975)
- Nizar al-Aziz bi-Allah (975–996)
- Husajn al-Hakim bi-Amr Allah (996–1021)
- Ali az-Zahir (1021–1036)
- Ma’add al-Mustansir bi-Allah (1036–1094)

## Dynastia Almorawidów
- Jahja ibn Umar (?–1056)
- Abu Bakr ibn Umar (1056–1070), formalnie do 1087

### Taszfinidzi
- Jusuf ibn Taszfin (1070–1106), formalnie od 1087
- Ali ibn Jusuf (1106–1143)
- Taszfin ibn Ali (1143–1145)
- Ibrahim ibn Taszfin (1145)
- Ishak ibn Ali (1145–1147)

## Dynastia Almohadów
- Abd al-Mumin ibn Ali (1145–1163)
- Abu Jakub Jusuf I (1163–1184)
- Abu Jusuf Jakub al-Mansur (1184–1199)
- Muhammad an-Nasir (1199–1213)
- Abu Jakub Jusuf II (1213–1224)
- Abd al-Wahid I (1224)
- Abdullah al-Adil (1224–1227)
- Jahja al-Mutasim (1227–1229)
- Idris I (1227–1232), do 1229 tylko w Andaluzji
- Abd al-Wahid II (1232–1242)
- Ali as-Said (1242–1248), od 1245 roku tylko w części Maroka
- Umar al-Murtada (1248–1266), tylko w południowym Maroku
- Idris II (1266–1269), tylko w południowym Maroku

## Dynastia Marynidów
Do 1248 dynastia szejków o lokalnej władzy w południowo-wschodnim Maroku:
- Abdulhak I (1195–1217)
- Usman I (1217–1240)
- Muhammad I (1240–1244)
- Abu Jahja Abu Bakr (1244–1248), od 1248 sułtan Maroka, patrz niżej

### Sułtani Maroka (1248–1465)
- Abu Jahja Abu Bakr (1248–1258), tylko w części Maroka
- Umar ibn Jahja (1258–1259), tylko w północnym Maroku
- Abu Jusuf Jakub (1259–1286), do 1269 roku tylko w północnym Maroku
- Abu Jakub Jusuf (1286–1307)
- Abu Sabit (1307–1308)
- Abu ar-Rabija (1308–1310)
- Abu Said Usman II (1310–1331)
- Abu al-Hassan Ali I (1331–1351), w latach 1350–1351 równolegle z Abu Inanem Farisem
- Abu Inan Faris (1350–1358), w latach 1350–1351 równolegle z Abu al-Hassanem Alim I
- Muhammad II as-Said (1358–1359)
- Abu Salim Ali II (1359–1361)
- Abu Umar Taszfin (1361)
- Abu Zajjan Muhammad III (1361–1366)
- Abu al-Faris Abd al-Aziz I (1366–1372)
- Abu al-Abbas Ahmad (1372–1384), po raz pierwszy
- Abu Zajjan Muhammad IV (1384–1386)
- Muhammad V (1386–1387)
- Abu al-Abbas Ahmad (1387–1393), po raz drugi
- Abd al-Aziz II (1393–1396)
- Abu Amir Abdullah (1396–1398)
- Abu Said Usman III (1398–1421)
- Abdulhak II (1421–1465)

W latach 1465–1472 okres anarchii

## Dynastia Wattasydów
Do 1459 roku dynastia wezyrów:
- Abu Zakarija Jahja (1420–1448)
- Ali ibn Jusuf (1448–1458)
- Jahja ibn Abu Zakarija Jahja (1458–1459)

### Sułtani Maroka (1472–1549)
- Muhammad asz-Szajch al-Mahdi (1472–1505)
- Muhammad al-Burtukali (1505–1524)
- Abu al-Abbas Ahmad ibn Muhammad (1524–1545), po raz pierwszy
- Muhammad al-Kasri (1545–1547)
- Abu al-Abbas Ahmad ibn Muhammad (1547–1549), po raz drugi

od 1549 – dynastia Saadytów

## Dynastia Saadytów
Do 1549 roku dynastia szejków o lokalnej władzy w południowym Maroku
- Abu Abdullah Muhammad I al-Kaim (1509–1517)
- Ahmad al-Aradż (1517–1544), wspólnie z Muhammadem asz-Szajchem
- Muhammad asz-Szajch (1517–1557), do 1544 wspólnie z Ahmadem al-Aradżem. Od 1549 jako sułtan całego Maroka.

### Sułtani Maroka (1549–1659)
- Muhammad asz-Szajch (1549–1554), po raz pierwszy
- Abu Hassun ibn Muhammad z poprzedniej dynastii Wattasydów (1554)
- Muhammad asz-Szajch (1554–1557), po raz drugi
- Abdullah al-Ghalib (1557–1574)
- Abu Abdullah Muhammad II (1574–1576)
- Abu Marwan Abd al-Malik I (1576–1578)
- Ahmad I al-Mansur (1578–1603)
- Abu Faris Abdullah (1603–1608), w części Maroka (walki o sukcesję)

Od 1608 roku dynastia podzielona na dwie linie o lokalnej władzy:
| Linia z Fezu:                                                                                   | Linia z Marrakeszu: |
| - Muhammad asz-Szajch al-Mamun (1604–1613) - Abdullah II (1613–1623) - Abd al-Malik (1623–1627) | - Zidan Abu Maali (1603–1627) - Abu Marwan Abd al-Malik II (1627–1631) - Al-Walid ibn Zidan (1631–1636) - Muhammad asz-Szajch as-Saghir (1636–1655) - Ahmad al-Abbas (1655–1659) |

## Dynastia Alawitów
Do 1666 dynastia władała tylko Tafilalt w południowym Maroku
- Maulaj Ali asz-Szarif (1631–1636)
- Muhammad ibn Ali asz-Szarif (1636–1664)
- Maulaj Raszid (1664–1666), następnie sułtan całego Maroka – patrz niżej

### Sułtani Maroka (1666–1957)
- Maulaj Raszid (1666–1672), od 1664 w Tafilalt
- Muhammad I as-Saghir, Al-Harrani, Abu al-Abbas Ahmad I, Maulaj Ismail (1672–1684)
- Maulaj Ismail (1684–1727)
- Abu al-Abbas Ahmad II (1727–1728), po raz pierwszy
- Abd al-Malik (1728)
- Abu al-Abbas Ahmad II (1728–1729), po raz drugi
- Abdullah ibn Ismail (1729–1735), po raz pierwszy
- Ali ibn Ismail (1735–1736)
- Abdullah ibn Ismail (1736), po raz drugi
- Muhammad II ibn Ismail (1736–1738)
- Al-Mustadi ibn Ismail (1738–1740)
- Abdullah ibn Ismail (1740–1745), po raz trzeci
- Zajn al-Abidin (1745)
- Abdullah ibn Ismail (1745–1757), po raz czwarty
- Muhammad III (1757–1790)
- Jazid ibn Muhammad, Hiszam ibn Muhammad (1790–1792)
- Maulaj Sulajman (1792–1822) do 1797 równolegle z Hiszam ibn Muhammad
- Maulaj Abd ar-Rahman (1822–1859)
- Muhammad IV (1859–1873)
- Hassan I (1873–1894)
- Abd al-Aziz IV (1894–1908)
- Maulaj Abd al-Hafiz (1908–1913)
- Jusuf ibn Hassan (1913–1927)
- Muhammad V (1927–1953), po raz pierwszy
- Muhammad ibn Arafa (1953–1955)
- Muhammad V (1955–1957), po raz drugi, od 1957 król

### Królowie Maroka(od 1957)
| Lp. | Imię        |          | Lata życia             | Lata życia           | Czas rządów      | Czas rządów    | Rodzice                          |
| Lp. | Imię        | urodzony | zmarł                  | od                   | do               |                | Rodzice                          |
| --- | ----------- | -------- | ---------------------- | -------------------- | ---------------- | -------------- | -------------------------------- |
| 1   | Muhammad V  |          | 10 sierpnia 1909 Fez   | 26 lutego 1961 Rabat | 14 sierpnia 1957 | 26 lutego 1961 | Jusuf ibn Hassan Lalla Ruqiya    |
| 2   | Hassan II   |          | 9 lipca 1929 Rabat     | 23 lipca 1999 Rabat  | 26 lutego 1961   | 23 lipca 1999  | Muhammad V Lalla Abla bint Tahar |
| 3   | Muhammad VI |          | 21 sierpnia 1963 Rabat |                      | 23 lipca 1999    |                | Hassan II Lalla Latifa           |